# アメリカン・ウィンド・シンフォニー・オーケストラ
アメリカン・ウィンド・シンフォニー・オーケストラ（American Wind Symphony Orchestra）は、アメリカの吹奏楽団。

## 概要
1957年に指揮者のロバート・オースティン・ブードロー（nl:Robert Austin Boudreau）によって創設された。
オーディションで選ばれた演奏家で構成され、毎年夏にアメリカやカリブ海地域、ヨーロッパの各地で、主に船上や屋外ホールで演奏を行う。

## 編成
基本的な編成は四管編成のオーケストラの管打楽器セクションに相当し、楽譜の指定に合わせて派生楽器の持ち替えや奏者の増減が行われる。
木管楽器
フルート 4、オーボエ 4、クラリネット 4、ファゴット 4
金管楽器
トランペット 5、ホルン 5、トロンボーン 5、チューバ 1
打楽器
ハープ、ピアノ、チェレスタ
サクソフォーンやユーフォニアムは標準編成では使用されておらず、この点でアメリカや日本で多く見られる一般的な吹奏楽とは一線を画す。

## レパートリー
この編成への編曲を含め古典から現代に至るまで多岐にわたるが、特に数多くの近現代の作曲家に作品を委嘱しており、その数は400曲を超える。以下にその一例をあげる。
- サミュエル・アドラー（Samuel Adler）
- Mario Kuri Aldana
- Efrain Amaya - 3つのマリンバのための協奏曲、フルートのための協奏曲
- David Amram - リア王変奏曲、ホルンとウィンド・シンフォニー・オーケストラのための協奏曲
- Thom J. Anderson
- アレクサンドル・アルチュニアン（Alexander Arutiunian） - トランペットと管楽のためのラプソディ
- Blas Atehortua - オスティナート・ファンタスティコ、2つのマリンバとウィンド・オーケストラのための協奏曲
- ジョルジュ・オーリック（Georges Auric） - ディヴェルティメント
- ヘンク・バーディングス（Henk Badings） - 交響曲第8番、ピッツバーグ協奏曲、ハルマゲドン、バスーン、コントラバスーンとウィンド・オーケストラのための二重協奏曲、トロンボーンとウィンド・オーケストラのための協奏曲、チェロ協奏曲第2番、フルートとウィンド・シンフォニー・オーケストラのための協奏曲、ハープとウィンド・オーケストラのための協奏曲
- ロバート・ラッセル・ベネット（Robert Russell Bennett） - 木管五重奏とウィンド・オーケストラのためのコンチェルト・グロッソ、アメリカン・ウィンド・シンフォニーのためのファンファーレ
- ウォーレン・ベンソン（Warren Benson） - 太鼓のための交響曲
- エルマー・バーンスタイン（Elmer Bernstein）
- William Bolcom
- Minas Borboudakis - プリズム
- Daniel Bortz
- ウジェーヌ・ボザ（Eugène Bozza） - 子どもの序曲
- ヘンリー・ブラント（Henry Brant） - アメリカン・レクイエム
- レオ・ブローウェル（Leo Brouwer）
- ジャック・カステレード（Jacques Castérède） - 夏のディヴェルティスマン
- 周文中（Chou Wen-Chung）
- ポール・クレストン（Paul Creston）
- トン・デ・レーウ（Ton De Leeuw）
- Daniel Dorff
- ジェイムズ・ドレイク（James Drake） - ニューオーリンズの葬送歌
- Halim El-Dabh
- Akin Euba
- ロバート・ファーノン（Robert Farnon）
- Luboš Fišer - リポート
- ジャン・フランセ（Jean Françaix）
- ベルント・フランケ（Bernd Franke） - C.I.のための3つの行進曲
- ブラス・ガリンド（Blas Galindo）
- William Goldstein - ゴールドスタイン変奏曲、対話
- マッツ・ラーション・ゴーテ（Mats Larsson Gothe） - 谷の音楽
- Carmago Guarnieri - ヴィラ＝ロボスを讃えて
- アラン・ホヴァネス（Alan Hovhaness） - 交響曲第4番
- Masashi Ishida - FESTIVAL ON THE OTHER SIDE
- J. J. Johnson - ディヴァージョンズ
- 小山清茂 - イングリッシュ・ホルンと吹奏楽のための音楽
- George Kleinsinger
- フィリップ・ラング（Philip Lang） - 復活、スティーヴン・フォスター組曲
- Norman Lloyd
- Nikolai Lopatnikoff - ウィンド・オーケストラのための協奏曲
- Ivana Loudova - オルガン、打楽器とウィンド・オーケストラのための協奏曲
- Mattheiu Lussier - 夕暮れ
- エドゥアルド・マータ（Eduardo Mata）
- 黛敏郎 - 彫刻の音楽、テクスチュア、花火、礼拝序曲、打楽器とウィンド・オーケストラのための協奏曲
- ロバート・マクブライド（Robert McBride）
- コリン・マクフィー（Colin McPhee） - ウィンド・オーケストラのための協奏曲
- Lyndol Mitchell - リパブリック賛歌
- 三善晃 - ティンパニ協奏曲「WEST WIND」
- フランソワ・モレル（François Morel） - ラ・ロシュ・ペルセーの神話
- Oliver Nelson - フーガとボサ
- Bo Nilsson
- Javier Gimenez Noble - ベルティエンテス
- Krzysztof Olczak
- ベン＝ツィオン・オルガド（Ben-Zion Orgad）
- Juan Orrego-Salas
- クシシュトフ・ペンデレツキ（Krzystof Penderecki） - ピッツバーグ序曲
- アンドレイ・ペトロフ（Andrei Petrov） - トランペットとウィンド・オーケストラのための協奏曲、ロシア奇想曲
- Zbigniew Pniewski
- Carlos Rivera - ハープのためのアダージョ
- ホアキン・ロドリーゴ（Joaquín Rodrigo） - 吹奏楽のためのアダージョ
- バーナード・ロジャース（Bernard Rogers）
- ネッド・ローレム（Ned Rorem） - 15管楽器のためのシンフォニア
- ロルフ・ルディン（Rolf Rudin） - 記念碑
- エンリケ・サントス（Enrique Santos） - ギター協奏曲
- Jerzy Sapieyevski - トランペット協奏曲「Mercury」、モルペウス
- ラロ・シフリン（Lalo Schifrin） - トランペット、打楽器とウィンド・オーケストラのための協奏曲
- ヘイル・スミス（Hale Smith） - 日暮れて四方は暗く（編曲）、キャッスル・ハウス・ラグ（編曲）
- Harry Somers - 木管楽器、金管楽器と打楽器のための交響曲
- カルロス・スリナッチ（Carlos Surinach）
- エリッキ＝スヴェン・トゥール（Erkki-Sven Tüür）
- イヴァン・チェレプニン（Ivan Tcherepnin） - 2つの大陸のための協奏曲、構造
- セルゲイ・チェレプニン（Serge Tcherepnin）- ギター協奏曲
- Roberto Valera
- Leonardo Velázquez - コラールと変奏曲、クアウテモック
- エイトル・ヴィラ＝ロボス（Heitor Villa-Lobos） -  ショーロスの形式による3楽章の幻想曲、木管四重奏とウィンド・オーケストラのためのコンチェルト・グロッソ
- 和田薫 - 協奏的3つの断章『序破急』〜ティンパニ、打楽器、二人の和太鼓と管楽器のための、遠音〜アルトフルート、イングリッシュホルン、ホルンと管楽オーケストラのための合奏協奏曲
- Patrick Zuk - ウィンド・オーケストラのためのスケルツォ